# Puyvalador
Puyvalador  (katalanisch Puigbalador) ist eine französische Gemeinde mit 57 Einwohnern (Stand 1. Januar 2022) im Département Pyrénées-Orientales in der Region Okzitanien. Sie gehört zum Arrondissement Prades und zum Kanton Les Pyrénées catalanes.

## Geografie
Die Gemeinde Puyvalador liegt in den Pyrenäen an der oberen Aude, die hier zum Lac de Puyvalador aufgestaut wird. Nachbargemeinden von Puyvalador  sind Quérigut (Ariège) im Norden, Escouloubre (Aude), Le Bousquet (Aude) im Osten, Réal im Südosten, Formiguères im Süden, Fontrabiouse im Südwesten und Le Pla (Ariège) im Westen.

## Bevölkerungsentwicklung
| Jahr      | 1962 | 1968 | 1975 | 1982 | 1990 | 1999 | 2018 |
| Einwohner | 81   | 62   | 63   | 108  | 82   | 101  | 67   |

## Sehenswürdigkeiten
- Kirche Saint-Jean-Baptiste
- Statuenmenhir von Caramat